# Bártfai Szabó László
Bártfai Szabó László (Gyöngyös, 1880. január 3. – Budapest, 1964. augusztus 23.) történész, levéltáros, könyvtáros. A neve előfordul Szabó László alakban is.

## Élete
Szabó Sándor és Kovács Teréz iparos szülők fia. Ősei Sáros megyében III. Ferdinándtól kapták 1652. május 22-én a címert és nemesítést. Szabó szüleivel Budapestre költözött és itt járta középiskoláinak egy részét; érettségi vizsgálatot a rózsahegyi főgimnáziumban tett. A Pázmány Péter Tudományegyetemen végzett. 1904. október 1-jén bölcsészdoktori, 1906. január 24-én középiskolai latin–történelem szakos tanári oklevelet szerzett. 1904. május 25-től a Nemzeti Múzeum gyakornoka, 1908. április 30-tól segédőr.
Az első világháború idején bevonult, de frontszolgálatot nem kellett teljesítenie. 1918-tól a Vallás- és Közoktatásügyi Minisztérium osztályigazgatója és a levéltári osztály vezetője volt. 1924-ben helyezték át a Magyar Tudományos Akadémia Könyvtárába, ahol – egyéb feladatai mellett – főként az ősnyomtatványok és a Régi Magyar Könyvek feldolgozásával foglalkozott 1935-ig.
1908-tól a Magyar Heraldikai és Genealógiai Társaság, 1911-től a Magyar Történelmi Társulat igazgató és választmányi tagja. 1925-től a Szent István Akadémia rendes tagja.

## Tudományos munkássága
Történészként oklevél- és pecséttannal, valamint család- és helytörténettel foglalkozott. Pályafutása elején feldolgozta Forgách Ferenc váradi püspök életét és a Forgách család történetét. Később – Fejérpataky László ajánlására – megbízást kapott a Széchenyiek történetének megírására. Kiadta a Csáky család oklevéltárát is.

## Fontosabb művei
- Ghymesi Forgách Ferencz 1535–1577; egyetemi doktori értekezés (Magyar Történeti Életrajzok. Budapest, 1904; digitális kiad. 2008)
- Ghymesi Forgách Ferenc váradi püspök évkönyvei, tekintettel művelődéstörténeti adataira (Budapest, 1904)
- Három Árpádkori pecsét (Turul, 1907)
- A Hunt-Pazman nemzetségbeli Forgách család története (Esztergom, 1910)
- A sárvár-felsővidéki gr. Széchenyi család története I–III. (Budapest, 1911–1926)
- A körösszeghi és adorjáni gróf Csáky család története I/1–2. Oklevéltár (Budapest, 1919)
- Gróf Széchenyi István könyvtára. 1808–1860; összeáll. (Budapest, 1923)
- Gróf Széchenyi István és kortársai (Budapest, 1926)
- Naplók, emlékiratok és feljegyzések Magyarország történetéhez. 1815-1867 (Háborús Felelősség, 1928–1929)
- Gróf Széchenyi György levelei br. Ebergényi Lászlóhoz I–II. (Budapest, 1929)
- Széchenyi, Petőfi és az Ellenzéki Kör 1848-ban (Budapest, 1930)
- Széchenyi gazdaságpolitikai tételei (Közgazdasági Szemle, 1930)
- Óbuda egyházi intézményei a középkorban (Budapest, 1935)
- Mit várhatunk a Fehéregyház körül folyó ásatásoktól? (Budapest, 1936)
- A Szent Ferenc-rendiek gyöngyösi temploma és kolostora. Csemegi Józseffel (Gyöngyös, 1937)
- Pest megye történetének okleveles emlékei 1002–1599-ig (Budapest, 1938)
- Adatok gróf Széchenyi István és kora történetéhez 1808–1860 I–II. (Budapest, 1943)